# Heckscher State Park

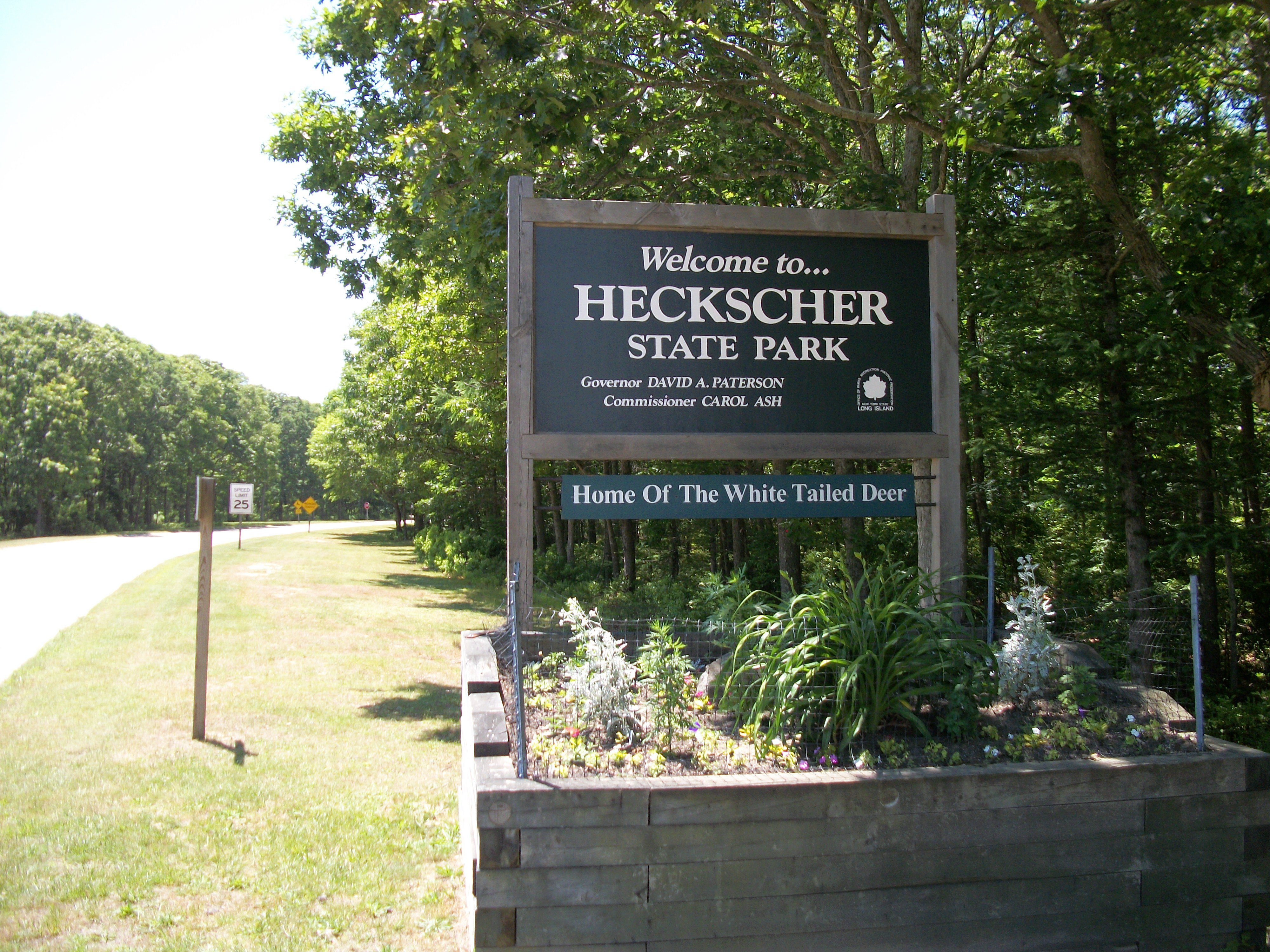
Willkommensschild am Parkeingang

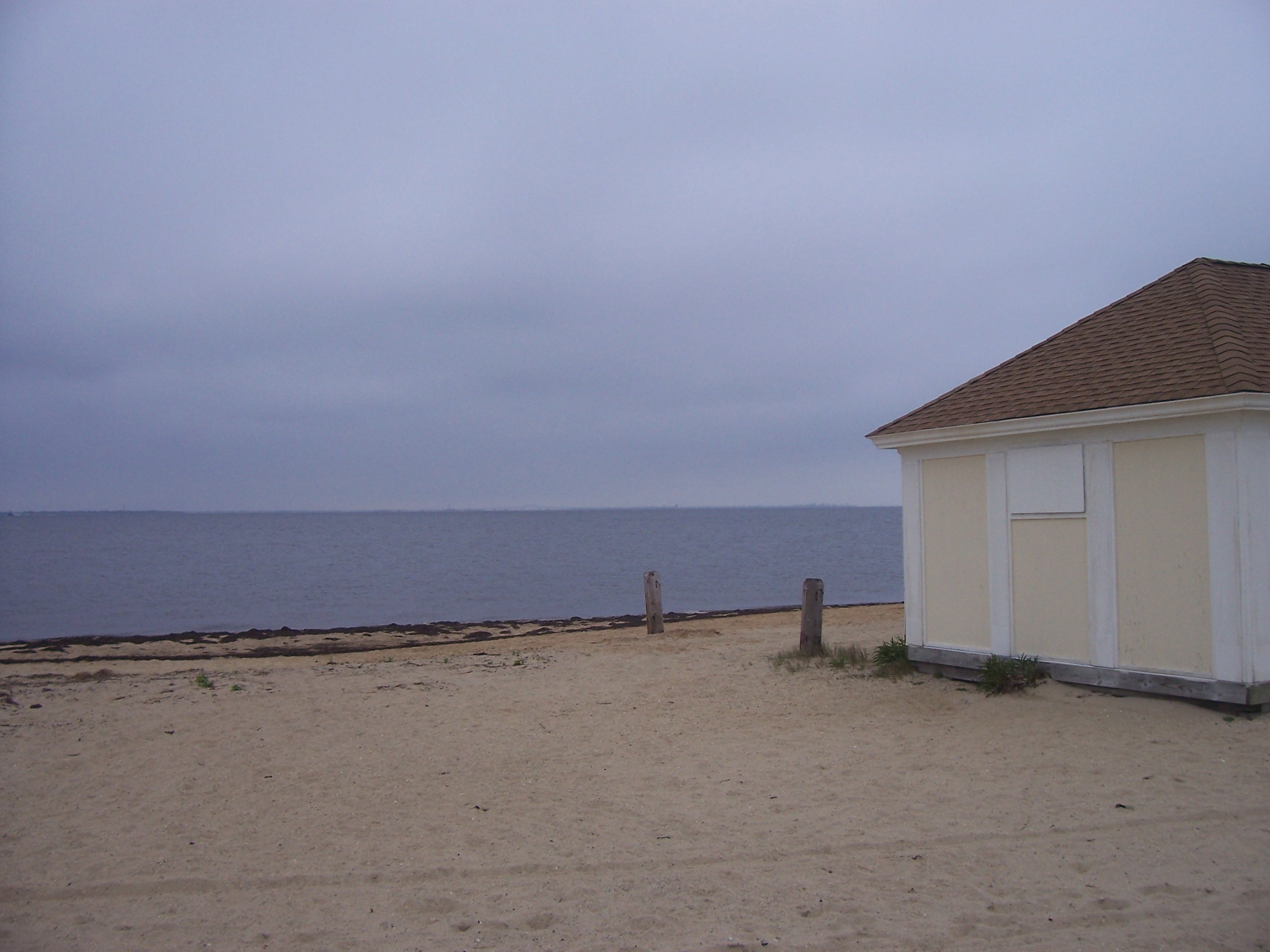
Blick vom Strand auf die Great South Bay

Der Heckscher State Park ist ein State Park an der Küste der Great South Bay nahe East Islip im Suffolk County, New York, USA. Er befindet sich auf der südlichen Seite der Insel Long Island und umfasst eine Fläche von etwa 5,94 Quadratkilometern. Unterhalten wird der Park vom New York State Office of Parks, Recreation and Historic Preservation.

## Geschichte
Im 19. Jahrhundert gehörte das Gebiet des heutigen Heckscher State Parks zum Anwesen von George C. Taylor und J. Neal Plum. Der Gründer von East Islip, William Nicoll hatte hier ein Haus. Der Park wurde später vom Staat von New York, vor allem durch eine Spende in Höhe von etwa 262.000 Dollar von dem aus Hamburg stammenden wohlhabenden Geschäftsmann August Heckscher gekauft. Robert Moses, Stadtplaner und Präsident der Long Island State Park Commission begann 1924 mit der Planung des Parks, brauchte aber, durch starken Widerstand behindert, fünf Jahre für die Fertigstellung. Eröffnet wurde der Park im Jahr 1929 vom Gouverneur des US-Bundesstaates New York, Alfred E. Smith.
Zwischen 1972 und 2008 gab es jährlich eine Vorstellung des New York Philharmonic Orchestra im Park. Diese Konzertserie war Teil der vom Islip Arts Council organisierten, sogenannten Concerts in the Parks Veranstaltungen. Im Jahr 2009 ist das Konzert aufgrund von finanziellen Problemen ausgefallen und in den Jahren 2010 und 2011 hat das Long Island Philharmonic Orchestra bei dieser Veranstaltung gespielt.

## Freizeitangebote
Über eine Million Gäste besuchen den kostenpflichtigen Park jährlich, der täglich von 7:00 Uhr bis zum Sonnenuntergang geöffnet hat. Zu erreichen ist er über den Sunrise Highway und den Heckscher State Parkway. Mit öffentlichen Verkehrsmitteln kann der Park über die etwa zwei Kilometer entfernte Long Island Railroad Station Great River erreicht werden. Der Park bietet einige Kilometer Strand an der Great South Bay, der Bucht zwischen Long Island und Fire Island und der Nicoll Bay. Weiterhin befinden sich im Park ausgedehnte Marschland-, Wald- und Wiesenflächen. Über 30 Kilometer Wander- und Fahrradwege sowie Parkplätze, verschiedene Picknick Plätze mit drei Pavillons, Spielplätze, einen Campingplatz mit 69 Plätzen, eine Badeanstalt, eine Bootsrampe und Gastronomie sind ebenso vorhanden.  Im Jahr 2011 wurde aufgrund von Geldmangel des Staates New York das Schwimmbad und der Campingplatz im Park geschlossen.
Der Long Island Greenbelt Trail verbindet den Heckscher State Park über einen fast 50 Kilometer langen Weg mit dem Sunken Meadow State Park am Long Island Sound nahe Kings Park.

## Fauna

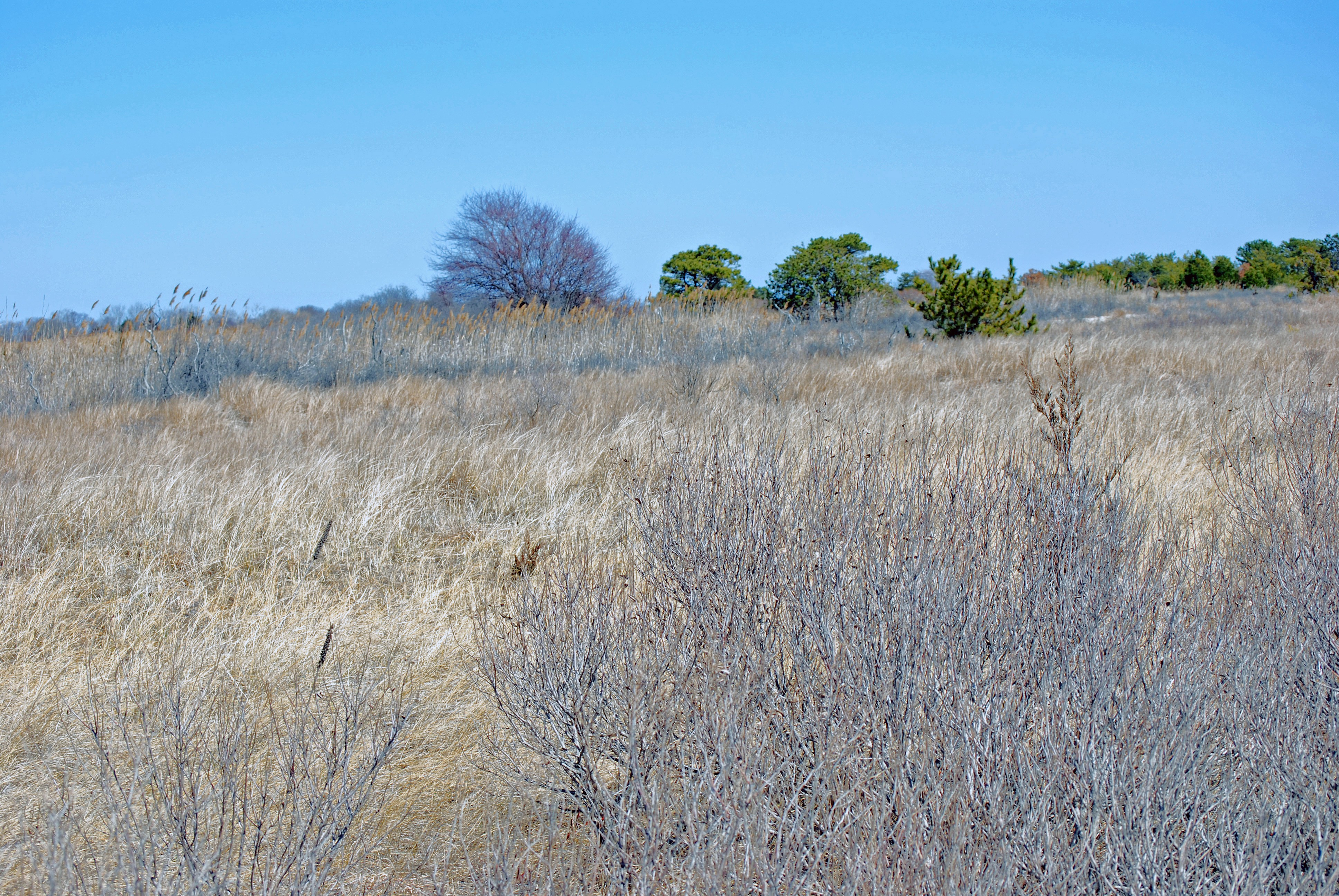
Dünenlandschaft im Park

Im Park sind zahlreiche Tierarten heimisch. Für die Vogelbeobachtung der etwa 280 verschiedenen Vogelarten die im Park vorkommen, hat das New York State Office of Parks, Recreation & Historic Preservation eine Liste zusammengestellt, die die Bestimmung vereinfacht. Aufgrund der hohen Populationen von Weißwedelhirschen ist der Park auch als Heimat der Weißwedelhirsche (engl. Home of the White-tailed Deer) bekannt. 